# Mynes
Mynes är ett släkte av fjärilar. Mynes ingår i familjen praktfjärilar.

## Bildgalleri

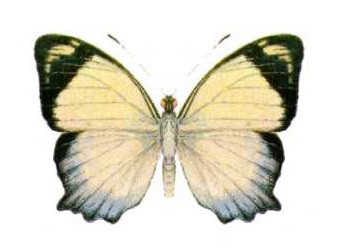

## Dottertaxa tillMynes, i alfabetisk ordning[1]
- Mynes albata
- Mynes anemone
- Mynes atinia
- Mynes aureodiscus
- Mynes braga
- Mynes cottonis
- Mynes dertona
- Mynes dohertyi
- Mynes doryca
- Mynes doubledaii
- Mynes elissa
- Mynes eucosmetus
- Mynes eugenius
- Mynes florensis
- Mynes geoffroyi
- Mynes guérini
- Mynes halli
- Mynes hercyna
- Mynes hesychia
- Mynes histrionalis
- Mynes isabella
- Mynes katharina
- Mynes kotzschi
- Mynes maccoi
- Mynes marpesina
- Mynes negrito
- Mynes nigrodiscus
- Mynes obscura
- Mynes ogulina
- Mynes opalina
- Mynes plateni
- Mynes scatinia
- Mynes schencki
- Mynes schoenbergi
- Mynes semperi
- Mynes sestia
- Mynes talboti
- Mynes turturilla
- Mynes wahnesi
- Mynes vaneeckei
- Mynes websteri
- Mynes woodfordi
- Mynes zoa